# Sinularia flexibilis
Sinularia flexibilis är en korallart som först beskrevs av Jean René Constant Quoy och Joseph Paul Gaimard 1833.  Sinularia flexibilis ingår i släktet Sinularia och familjen läderkoraller. Inga underarter finns listade i Catalogue of Life.